# Michael Wopira
Michael Wopira (ur. 7 czerwca 1980 w Bnei-Yehuda Izrael) – amerykański reżyser teatralny oraz scenarzysta specjalizujący się w dziedzinie teatru alternatywnego.
Absolwent reżyserii i filmoznawstwa na Boston Arts Academy w Bostonie. Od lat współpracuje z wieloma teatrami na świecie, w tym The Colonial Theatre w Bostonie. Obecnie zamieszkały w Stanach Zjednoczonych. W 2011 roku przyjechał do Polski jako reżyser sztuki teatralnej "Dialogi Penisa" na podstawie tekstu Pierre-Henri Thérond opracowanej dla teatru Old Timers Garage z Katowic.